# ミンタ・ダーフィ
ミンタ・ダーフィ（Minta Durfee, 1889年10月1日 - 1975年9月9日）はアメリカ合衆国の女優、コメディエンヌ。キーストン社時代を中心に、コメディ作品の常連としてチャールズ・チャップリンや「ファッティ」ロスコー・アーバックル、マック・スウェイン、メーベル・ノーマンドらと共演を重ね、特にアーバックルは夫として17年間連れ添った。

## 生涯
ミンタ・ダーフィ、本名アラミンタ・エステル・ダーフィは1889年10月1日、カリフォルニア州ロサンゼルスに生まれる。間の経歴は定かではないが、コーラスガールとしてヴォードヴィルやミュージカルその他の舞台を経験。1908年8月にアーバックルと出会って結婚する。1914年、ミンタとアーバックルはそろってマック・セネット率いるキーストン社に入り、ミンタの親和性がアーバックルの芸にマッチしていると考えたセネットは、映画のなかでも2人を一緒にさせることが多かった。1914年中にはチャップリンもキーストン社で映画デビューを果たしており、ミンタはチャップリンの第1作『成功争ひ』で早くも共演し、キーストン時代のチャップリンの主要な共演者の一人でもあった。1916年までの間、ミンタは夫アーバックルやチャップリンのほかにも個性的なコメディアンたち、チェスター・コンクリンやスウェイン、フォード・スターリングといった面々のほか、ウィルフレッド・ルーカスとも共演を果たす。
1921年、アーバックルは若手女優ヴァージニア・ラッペの急死に関わるスキャンダルに巻き込まれ、ミンタは当面の間別居することとなった。3回にわたる審判の末にアーバックルには無罪の評決が下されたものの人気は完全に失墜し、キャリアは事実上断たれる形となった。最終的には1925年にミンタとアーバックルは離婚することとなるが、アーバックルが1933年に失意の死を迎えるまでの間、ミンタは主要な擁護者の一人であり続けた。ミンタは最晩年のインタビューで「アーバックルこそ今まで会った人間の中で最も寛大な人であり、人生をもう一度やり直したとしても、やはりアーバックルと結婚するでしょう」と回想している。ミンタはまた、メーベルの親友かつ熱烈な擁護者でもあり、1930年にメーベルが急死するまでその関係についても終生変わることはなかった。
1920年代以降、ミンタはハリウッドで洋品店を営む一方、数こそ多くはないが主にカメオ出演という形で映画に出演し続け、『浮かれ姫君』（1935年）や『わが谷は緑なりき』（1941年）といった作品に顔を出した。1950年代になってテレビ時代が到来すると、こちらも数は多くないもののテレビドラマへの出演を果たす。晩年には『おかしなおかしなおかしな世界』（1963年）や『不沈のモリー・ブラウン』（1964年）などに出演する一方、サイレント映画やアーバックルに関する回顧展でしばしば講演を行い、サイレント映画への新たな関心を呼び起こすために残された人生の中で最善を尽くすこととなった。
1975年9月9日、ミンタ・ダーフィは心臓病により、ロサンゼルスのウッドランドヒルズ地区にある引退した映画人のための老人福祉施設において、85歳の生涯を終えた。

## 主な出演作品
インターネット・ムービー・データベースのデータによる。
- Fatty's Day Off  (1913)
- A Quiet Little Wedding  (1913)
- Fatty at San Diego  (1913)
- Wine  (1913)
- Fatty Joins the Force  (1913)
- Fatty's Flirtation  (1913)
- A Misplaced Foot  (1914)
- Rebecca's Wedding Day  (1914)
- 『成功争ひ』（1914）
- 『チャップリンの活動狂』（1914）
- 『タンゴのもつれ』（1914）
- 『痛ましの恋』（1914）
- 『幻燈会』（1914）
- 『恋の二十分』（1914）
- 『チャップリンの総理大臣』（1914）
- 『ノックアウト』（1914）
- 『男か女か』（1914）
- 『チャップリンの独身』（1914）
- 『両夫婦』（1914）
- 『新米雑役夫』（1914）
- 『醜女の深情け』（1914）
- Leading Lizzie Astray （1914）
- Fatty's Faithful Fido  （1915）
- Mickey （1918）
- 『浮かれ姫君』（1935）
- Rollin' Home to Texas （1940）
- 『わが谷は緑なりき』（1941）
- The Miracle Kid （1942）
- My Dog Rusty （1948）
- 『おかしなおかしなおかしな世界』（1963）
- 『不沈のモリー・ブラウン』（1964）
- Savage Intruder （1970）

### サイト
- “Excerpts of Interview with Minta Durfee Arbuckle by Don Schneider and Stephen Normand” (英語). MABEL NORMAND HOME PAGE.   William Thomas Sherman. 2013年8月5日閲覧。
- Minta Durfee - IMDb（英語）
- "ミンタ・ダーフィ". Find a Grave. 2013年8月5日閲覧。

### 印刷物
- チャールズ・チャップリン『チャップリン自伝』中野好夫（訳）、新潮社、1966年。ISBN 4-10-505001-X。
- デイヴィッド・ロビンソン『チャップリン』 上、宮本高晴、高田恵子（訳）、文藝春秋、1993年。ISBN 4-16-347430-7。
- デイヴィッド・ロビンソン『チャップリン』 下、宮本高晴、高田恵子（訳）、文藝春秋、1993年。ISBN 4-16-347440-4。
- 大野裕之『チャップリン再入門』日本放送出版協会、2005年。ISBN 4-14-088141-0。
- 大野裕之『チャップリン・未公開NGフィルムの全貌』日本放送出版協会、2007年。ISBN 978-4-14-081183-2。